# Bueningiidae
Bueningiidae es una familia de foraminíferos bentónicos de la superfamilia Discorboidea, del suborden Rotaliina y del orden Rotaliida. Su rango cronoestratigráfico abarca desde el Mioceno hasta la Actualidad.

## Clasificación
Bueningiidae incluye al siguiente género:
- Bueningia

Otros géneros considerados en Bueningiidae son:
- Lamarckinita, aceptado como Bueningia
- Ruttenella, sustituido por Lamarckinita y aceptado como Bueningia